# Bruggmannia psychotriae
Bruggmannia psychotriae är en tvåvingeart som beskrevs av Edwin Möhn 1960. Bruggmannia psychotriae ingår i släktet Bruggmannia och familjen gallmyggor.
Artens utbredningsområde är El Salvador. Inga underarter finns listade i Catalogue of Life.